# Radio del Principado de Asturias
Radio del Principado de Asturias (Radio del Principáu d'Asturies, en asturien) est une station de radio régionale espagnole, appartenant à la Radiotelevisión del Principado de Asturias (RTPA), entreprise publique de radio et de télévision dépendant du gouvernement autonome des Asturies.

## Présentation
La radio asturienne commence à émettre le 21 décembre 2007, après plusieurs mois de tests. Cette station de format généraliste accorde une place importante à l'information, qu'elle soit régionale, nationale ou internationale. Elle diffuse quotidiennement trois grands blocs consacrés à l'actualité, baptisés « Asturias Hoy », à 6 heures 45 (début des programmes), 14 heures 30 et 20 heures. L'émission du matin est la plus développée, et dure 3 heures 15 : aux informations viennent s'ajouter des chroniques thématiques, des services pratiques (météo, état du trafic routier, revue de presse régionale et nationale, résultats sportifs), des débats et de la musique. L'actualité sportive est également développée dans l'émission Tiempo Añadido, présentée par Manfredo Álvarez, Miguel Fernandi et Bea Otero, et diffusée deux fois par jour, de 15 heures à 16 heures et le soir de 20 heures 15 à 21 heures. Le week-end, la radio asturienne retransmet en direct des matchs de football, en particulier ceux impliquant les équipes locales telles que le Real Oviedo et le Real Sporting de Gijón, sans oublier les équipes de Seconde division B et la Troisième division asturienne.
La grille des programmes comprend par ailleurs de nombreux magazines, conçus pour intéresser l'ensemble des auditeurs : ainsi de « La radio es mía » (de 10 heures à 14 heures 30), présenté par Pachi Poncela, de « La Buena Tarde » (de 16 heures à 20 heures), présenté par Cristina Natal, ou « Noche Tras Noche », présenté par Pedro Laguna. La plupart des émissions sont en espagnol, mais quelques programmes sont en asturien.
La radio asturienne dispose d'un réseau d'émetteurs en modulation de fréquence (FM) qui lui permet de couvrir la totalité de la Principauté des Asturies ; elle peut être écoutée dans le reste du monde par internet. Les studios de Radio del Principado de Asturias sont implantés à l'Universidad Laboral de Gijón.

## Fréquences
- Gijón : 100.5
- Oviedo : 105.4
- Llanes : 103.8
- Valdés : 98.6
- Oscos : 100.0
- Quirós : 106.4
- Cangas del Narcea : 89.8
- Cangas de Onís : 101.8

### Sources
- (es) Cet article est partiellement ou en totalité issu de l’article de Wikipédia en espagnol intitulé « Radio del Principado de Asturias » (voir la liste des auteurs).